# Noel Purcell (Schauspieler)
Patrick Joseph Noel Purcell (* 23. Dezember 1900 in Dublin, Irland; † 3. März 1985 ebenda) war ein irischer Schauspieler und Komiker.

## Leben
Noel Purcell wurde am 23. Dezember 1900 in der Dubliner Lower Mercer Street nahe St. Stephen’s Green geboren. Bereits in jungen Jahren arbeitete er im Dubliner Gaiety Theatre als Call boy, der Schauspieler kurz vor deren Auftritt auf die Bühne rief. Hier entwickelte sich seine Liebe zum Theater. Seine Mutter überzeugte ihn jedoch zunächst, eine bodenständige Arbeit anzunehmen. Unter anderem arbeitete Purcell als Dekorateur und Ebenist. Eine seiner ersten Rollen in einem Theaterstück übernahm er Mitte der 1920er Jahre in einer Inszenierung von Jack the Giant-Killer.
Im Jahr 1926 trat Purcell erstmals in einem Spielfilm auf, als er im später verschollenen Stummfilm Blarney die Rolle eines Garda Sergeant übernahm. Trotz erster Filmengagements blieb Purcell jedoch weiterhin dem Theater treu. Gelegentlich war er dort auch in Frauenrollen zu sehen, was bei seiner Körpergröße von 1,93 m vor allem für komische Effekte genutzt wurde.
Seinen Durchbruch erzielte Purcell in der Rolle des Seemanns Paddy Button im Film Die blaue Lagune (1949). Mit seiner stattlichen Figur und seinem weißen Vollbart blieb Purcell auch in der Folgezeit für Seemanns-Rollen prädestiniert. So spielte er unter anderem in Dakapo (1951) einen Schiffskapitän, in Moby Dick (1956) den Schiffszimmermann, in Fähre nach Hongkong (1959) einen Schiffsmaschinisten, in Tommy, der Torero (1959) einen Kapitän, in Ist ja irre – unser Torpedo kommt zurück (1961) einen Admiral und in Meuterei auf der Bounty (1962) einen meuternden Matrosen.
Seine letzte Filmrolle übernahm Purcell 1973 im Agentenfilm Der Mackintosh Mann unter der Regie von John Huston, mit dem Purcell bereits 1956 für Moby Dick, 1963 für Die Totenliste und 1969 für Dave – Zuhaus in allen Betten zusammengearbeitet hatte.
Neben der Schauspielerei war Purcell in seiner Heimatstadt auch als Sänger bekannt. In den späten 1940er Jahren komponierte Leo Maguire für ihn das Traditional The Dublin Saunter, das Purcell zu verschiedenen Anlässen auch live sang. Später wurde das Musikstück auch als Single aufgenommen, verkaufte sich jedoch trotz seiner Popularität nicht besonders gut.
Purcell war von 1941 bis zu seinem Tod 1985 mit Eileen Purcell (geborene Marmion) verheiratet. Aus der Ehe entsprangen vier Söhne: Michael (* 1942), Glynn (* 1943), Patrick (* 1946) und Victor (* 1953).

## Ehrungen

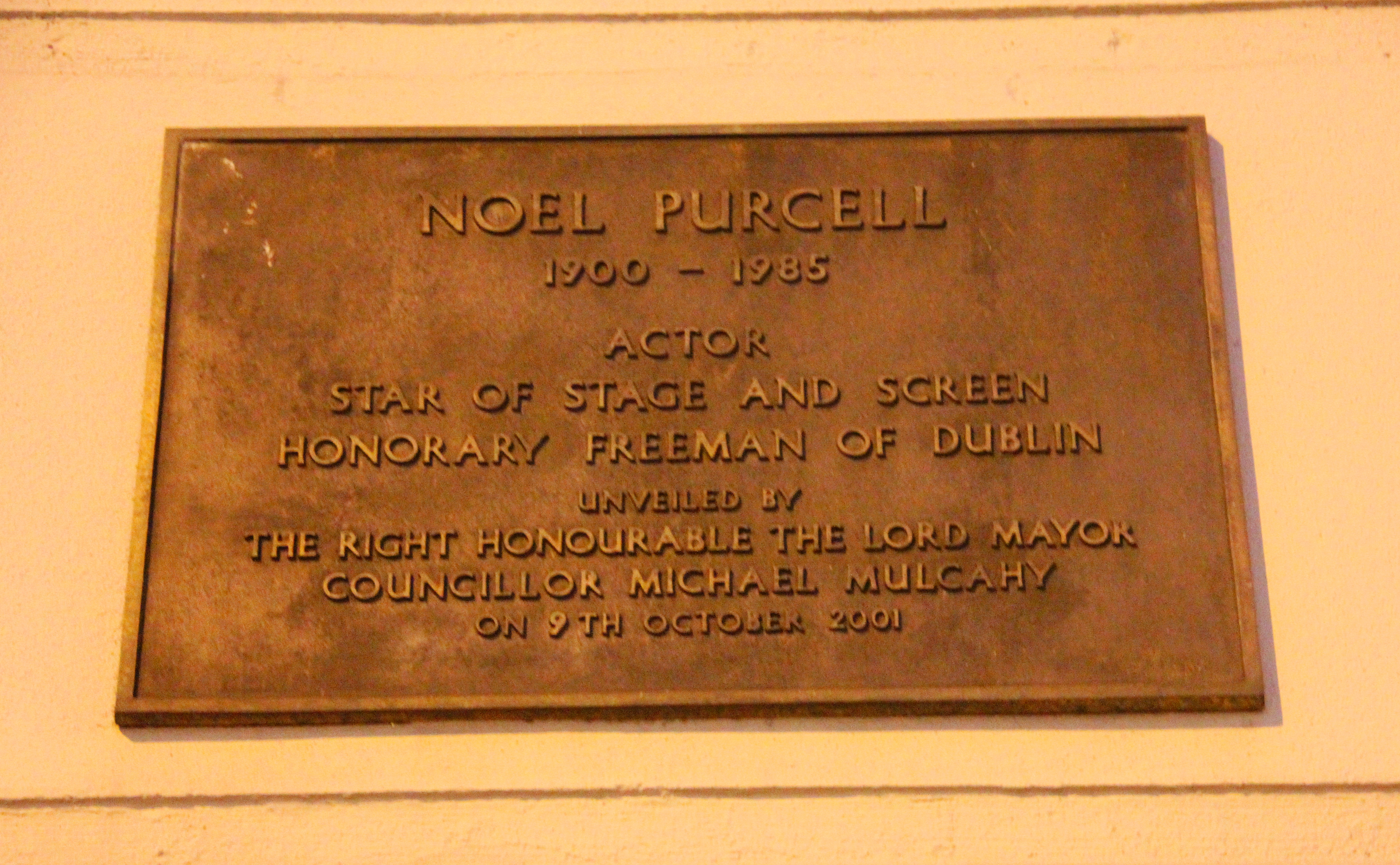
Im Jahr 2001 angebrachte Erinnerungstafel an einer Wand des Noel Purcell Walks in Dublin

Am 22. Juni 1984 erhielt er die Auszeichnung Freedom of the City der Stadt Dublin.
Eine 1991 in der Nähe seines Geburtshauses neu gebaute Straße wurde nach ihm Noel Purcell Walk benannt.

## Filmografie (Auswahl)
- 1926: Blarney
- 1935: Jimmy Boy
- 1937: Tatjana (Knight without armour)
- 1947: Ausgestoßen (Odd Man Out)
- 1947: Captain Boycott
- 1949: Die blaue Lagune (The Blue Lagoon)
- 1949: Saints and Sinners
- 1951: Talk of a Million
- 1951: No Resting Place
- 1951: Appointment with Venus
- 1951: Dakapo (Encore)
- 1952: Eine verrückte Familie (Father’s Doing Fine)
- 1952: Der rote Korsar (The Crimson Pirate)
- 1952: Mr. Pickwick (The Pickwick Papers)
- 1953: Boccaccios große Liebe (Decameron Nights)
- 1953: Grand National Night
- 1954: Aber, Herr Doktor… (Doctor in the House)
- 1954: Dämonen der Südsee (The Seekers)
- 1954: Mad About Men
- 1954: Svengali
- 1955: Doktor Ahoi! (Doctor at Sea)
- 1956: Jacqueline
- 1956: Moby Dick
- 1956: Vincent van Gogh – Ein Leben in Leidenschaft (Lust for Life)
- 1956: The Buccaneers (Fernsehserie)
- 1957: Hilfe, der Doktor kommt! (Doctor at Large)
- 1957: Pretty Polly
- 1957: The Rising of the Moon
- 1958: König der Spaßmacher (Merry Andrews)
- 1958: Rooney
- 1958: Der Schlüssel (The Key)
- 1958: Rockets Galore!
- 1959: Ein Händedruck des Teufels (Shake Hands with the Devil)
- 1959: Fähre nach Hongkong (Ferry to Hong Kong)
- 1959: Tommy, der Torero (Tommy the Toreador)
- 1960: The Day After Tomorrow (Fernsehfilm)
- 1960: Ein Nerz an der Angel (Make Mine Mink)
- 1960: Die Millionärin (The Millionairess)
- 1960: Man in the Moon
- 1960: Herr der drei Welten (The 3 Worlds of Gulliver)
- 1961: No Kidding
- 1961: Das Hausboot (Double Bunk)
- 1961: Ist ja irre – unser Torpedo kommt zurück (Watch Your Stern)
- 1961: Der Schuß aus dem Nichts (Johnny Nobody)
- 1962: Three Spare Wives
- 1962: Meuterei auf der Bounty (Mutiny on the Bounty)
- 1963: Nurse on Wheels
- 1963: Die Totenliste (The List of Adrian Messenger)
- 1963: Die eiserne Jungfrau (The Iron Maiden)
- 1963: Der zweite Mann (The Running Man)
- 1963: Frühstück in der Todeszelle (The Ceremony)
- 1965: Lord Jim
- 1965: Mit Schirm, Charme und Melone (The Avengers, Fernsehserie, eine Folge)
- 1966: Hilfe, sie liebt mich nicht! (Doctor in Clover)
- 1966: Arrivederci, Baby! (Drop Dead Darling)
- 1967: The Violent Enemy
- 1969: Dave – Zuhaus in allen Betten (Sinful Davey)
- 1969: Where’s Jack?
- 1970: Never Say Die (Fernsehserie, sechs Folgen)
- 1970: Ausbruch der 28 (The McKenzie Break)
- 1971: Flight of the Doves
- 1972: Die Onedin-Linie (The Onedin Line, Fernsehserie, eine Folge)
- 1973: Der Mackintosh Mann (The MacKintosh Man)
- 1984: The Irish R.M. (Fernsehserie, eine Folge)